# Эстонский жестовый язык
Эстонский жестовый язык — национальная лингвистическая система, обладающая собственной лексикой и грамматикой, используемая для общения глухих и слабослышащих, живущих в Эстонии.

## Общая информация
Эстонский жестовый язык сформировался под влиянием русского и финского жестовых языков. В 1990 году в Тартуском университете появились курсы эстонского жестового языка и началось его исследование. По состоянию на 1998 год в Эстонии насчитывалось около 4500 глухих, владеющих этим языком. В основном они проживают в Таллине и Пярну. Эстонский жестовый язык был юридически признан в марте 2007 года. Наравне с эстонским используется русский жестовый язык, а также пиджин эстонского и русского жестовых языков, на котором говорят глухие русскоязычные жители Эстонии вне Таллина. У ЭЖЯ есть несколько диалектов.